# Eugène N'Jo Léa
 (août 2017).
Améliorez-le ou discutez des points à vérifier. 
Eugène N'Jo Léa,  né le 15 juillet 1931 à Batuchi (Cameroun français) et mort le 23 octobre 2006 à Douala (Cameroun), est un footballeur camerounais jouant au poste d'attaquant à partir du milieu des années 1950 jusqu'au début des années 1960.

## Biographie

### Un vert d'attaque
Alors qu'il vient d'obtenir son BEPC au collège moderne Nkongsamba, N'Jo Léa obtient une bourse de l'état camerounais et décide de quitter son pays 1951 après avoir évolué six mois à Vent Lalanne, club de football de Douala fondé par un expatrié français. Arrivé en France, il évolue dans un club régional, à Roanne (ou Roche-la-Molière selon les sources), juste pour le plaisir, le but de son passage en France étant la réussite de ses études. Cependant, son premier match restera dans la légende. Il marquera 11 des 12 buts de son équipe. Cet exploit fera vivement réagir le club professionnel le plus proche, l'ASSE, qui enrôle N'Jo Léa dès son inscription dans un lycée stéphanois. Il y trouvera Rachid Mekloufi, Robert Herbin et Claude Abbes. Évoluant au poste d'avant-centre, formera pendant 5 ans à l'ASSE un trio d'attaque qui restera dans les annales. Avec Kees Rijvers et Rachid Mekloufi, ils seront les artisans du premier titre du club stéphanois et des débuts verts en coupe d'Europe. En effet, lors de la saison 1956-1957, N'Jo Léa marquera 29 des 88 buts stéphanois (soit 32 %) et sera dès l'année suivante le premier avant-centre de l'histoire européenne de l'ASSE contre les Glasgow Rangers en septembre 1957.

### Ses études le rendront Gone
Dès son lycée fini, et Saint-Étienne ne disposant pas d'université, il s'expatrie à Lyon pour continuer ses études tout en continuant à jouer pour les verts avant d'être lassé des va-et-vient que lui imposait une telle vie. Il enfilera donc le maillot de l'Olympique lyonnais.

### Puis le feront parisien
Obtenant le diplôme d'études supérieures en droit public, ses études le poussent encore à déménager pour rejoindre la capitale et l'Institut des hautes études d'Outre-mer. Dans ce cadre, il sera amené à porter le maillot rayé du Racing club de Paris. Après la fin de ses études, il devient diplomate stagiaire à Rome. Il essaie cependant de continuer à évoluer avec le club parisien mais, là encore, l'exercice d'équilibrisme entre les deux pays l'oblige à prendre une décision. Il continuera dans la voie qu'il s'est fixée et raccrochera les crampons pour devenir définitivement diplomate notamment dans certaines ambassades du Cameroun en Europe puis auprès du secrétaire général de l'OUA, son ami guinéen Diallo Telli. Il laissera l'image d'un homme tout aussi racé que son football.

### Un représentant novateur de son pays
Il est aussi un novateur en domaine de football car il est à l'origine, avec Just Fontaine et Jacques Bertrand, de la naissance du syndicat des footballeurs français : l'UNFP le 16 novembre 1961.
Revenu dans son pays, il fera partie de la délégation camerounaise lors de la commission mixte Nigeria-Cameroun du 12 au 14 mai 1970 sur le tracé des frontières entre les deux pays.

### Le football professionnel comme objectif
À 50 ans, il tentera de faire naître le football professionnel en Afrique et notamment au Sénégal sans vraiment parvenir à percer avec ses idées. Cependant, il sacrifiera toutes ces économies pour ce rêve fou en disant qu'il voulait donner à l'Afrique les moyens de gagner une Coupe du monde de football. Déçu par ses échecs, il sera même menacé pour l'appui de telles idées. Il essaiera ensuite en 1987 dans son pays en organisant à noël à le tournoi de football Cifoot accompagné de clubs tels que le Racing Club de Lens, l'ASNL, le Stade de Reims et le Stade lavallois mais aussi de quarante journalistes, d'un engagement de la Société de banques suisses de financer l'opération, des sponsors et des équipementiers… Il lui manquait juste l'aval des autorités camerounaises et de la Fédération camerounaise de football. Il ne l'obtiendra jamais.
De le même manière, il expliquera que lors d'un dîner organisé par l'ambassadeur de France à Yaoundé, Yvon Omnes, le ministre des sports camerounais glissa au diplomate français qu'il allait nommer une commission pour étudier le projet de M. N'Jo Léa. Il sera aussitôt repris par le secrétaire à la sécurité intérieur aussitôt appuyé par dix membres du gouvernement qui dira : « Monsieur le ministre, voulez-vous faire croire que vous avez dans votre département des experts qui peuvent juger un projet sur le football professionnel élaboré par M. N'Jo Léa ? ». Par la suite, son fils William N'Jo Léa se verra refuser le droit de porter les couleurs des Lions Indomptables à cause de coups bas administratifs. 
Il sera tellement dépité qu'un jour il dira : « Si je meurs maintenant, sans que ce projet aboutisse, je m'en irai très triste. J'aurai le sentiment de n'avoir pas donné à mon pays tout ce que j'aurais pu lui apporter ». Sans savoir que c'est ce qui se produira.

### Crépuscule d'une idole
C'est le Dr Philémon Tamo, médecin assermenté de l'AFC, qui, le premier, diagnostiquera son mal. Souffrant au départ d'une fracture du fémur qui le rendait « grabataire » (selon le Dr Tamo), il continuera cahin-caha de mener de front ses projets à la limite de la claudication (ce qui était surprenant pour un ex-footballeur de haut niveau) toujours avec la même source d'inspiration sans fin notamment quand il s'agissait de parler de football. Il doit être hospitalisé et opéré en 2005 et ce seront les milieux du football français et camerounais (Notamment l'Association des footballeurs camerounais et l'UNFP) se réuniront pour financer les 3 500 000 francs CFA de son hospitalisation. Après le succès de son opération, il rejoindra son domicile familial avant de décéder parmi les siens le 23 octobre 2006 dans un hôpital de Douala. Jusqu'à la fin et même si son entourage percevait peu à peu son déclin, il se rendra régulièrement au siège des mutations (de joueurs de football) à Yaoundé tant qu'il se sentira assez fort physiquement.

## Statistiques
| Saison                | Club                  | Championnat           | Championnat | Championnat | Coupe(s) nationale(s) | Coupe(s) nationale(s) | Compétition(s) continentale(s) | Compétition(s) continentale(s) | Compétition(s) continentale(s) | Total | Total |
| Saison                | Club                  | Division              | M.          | B.          | M.                    | B.                    | Comp.                          | M.                             | B.                             | M.    | B.    |
| 1954-1955             | AS Saint-Étienne      | D1                    | 14          | 3           | 6                     | 7                     | -                              | -                              | -                              | 20    | 10    |
| 1955-1956             | AS Saint-Étienne      | D1                    | 20          | 6           | 2                     | 2                     | -                              | -                              | -                              | 22    | 8     |
| 1956-1957             | AS Saint-Étienne      | D1                    | 32          | 29          | 2                     | 5                     | CL                             | 2                              | 1                              | 36    | 35    |
| 1957-1958             | AS Saint-Étienne      | D1                    | 32          | 14          | 7                     | 2                     | C1                             | 2                              | 0                              | 41    | 16    |
| 1958-1959             | AS Saint-Étienne      | D1                    | 35          | 18          | 4                     | 5                     | -                              | -                              | -                              | 39    | 23    |
| 1959-1960             | Olympique lyonnais    | D1                    | 22          | 9           | 2                     | 1                     | -                              | -                              | -                              | 24    | 10    |
| 1960-1961             | Olympique lyonnais    | D1                    | 27          | 14          | 4                     | 2                     | C3                             | 2                              | 1                              | 33    | 17    |
| 1961-1962             | Olympique lyonnais    | D1                    | 1           | 0           | -                     | -                     | C3                             | 1                              | 2                              | 2     | 2     |
| 1961-1962             | RC Paris              | D1                    | 2           | 0           | -                     | -                     | -                              | -                              | -                              | 2     | 0     |
| Total sur la carrière | Total sur la carrière | Total sur la carrière | 185         | 93          | 27                    | 24                    | -                              | 7                              | 4                              | 219   | 121   |

## Palmarès
- Champion de France de D1 (1957, AS Saint-Étienne)

## Citations
- E. N'Jo Léa : «Je suis footballeur par accident».
- E. N'Jo Léa : «Pour nous autres Africains, le football n'est pas un objet de contemplation, mais un instrument de combat contre le sous-développement et pour l'affirmation de notre personnalité».
- E. N'Jo Léa : «Je voulais que notre continent se donne les moyens de gagner une Coupe du monde. Je voulais sensibiliser tous les gouvernements sur la nécessité d'organiser le football, qui peut être une matière première très rentable pour les pays en développement. J'ai fait, à mes frais, le tour de l'Afrique pour cela. Mais le premier chef d’État à me soutenir n'était pas un Africain : c'était le Français Georges Pompidou. Je me suis aperçu que les dirigeants africains avaient leurs priorités ailleurs. Ils sont incapables de prendre des décisions et, davantage, de les exécuter. J'ai compris pourquoi mon ami Diallo Telli disait que l'OUA est un cimetière de résolutions» (octobre 2001).
- E. N'Jo Léa : «J'ai rencontré des oppositions de toutes parts. Et je dois remercier le bon Dieu, parce que je pense que ces gens étaient capables de tout, même de me faire disparaître physiquement».
- E. N'Jo Léa : «1. quand on commence une entreprise, il faut aller jusqu'au bout, jusqu'au coup de sifflet final; 2. quels que soient sa force et son talent, on ne peut rien faire tout seul».
- Just Fontaine : «Eugène avait eu cette idée-là, celle de créer un syndicat de footballeurs».
- Just Fontaine : «Eugène, il avait une idée toutes les trente secondes !».
- David Mayebi (président de l'Association des footballeurs camerounais) : «c'est un monument du football camerounais qui disparaît. Nous continuerons le combat de la défense des intérêts des footballeurs dans lequel il s'était tant investi».

## Source
- Marc Barreaud, Dictionnaire des footballeurs étrangers du championnat professionnel français (1932-1997), l'Harmattan, 1997, cf. p. 125.